# 大藤信基
大藤 信基（おおふじ/だいとう のぶもと、?—1552年4月14日（天文21年3月21日）），战国时代后北条氏家臣。号金石斋，法名荣永（えいえい）。纪伊国根来出身（高野山高室院「相州日牌帳・川西郡」）。军记物中作为后北条氏军师登场的根来金石斋（ねごろ きんせきさい）被认为就是信基本人或者以之为原型的原创人物。
根据传说，信基出身于纪伊国根来出身，据说就是为后北条氏带来铁炮（日式火绳枪）的人。但是在火绳枪传来日本，根来成为一大火绳枪生产据点以前，信基就已经出仕北条氏了（当然也不能否定信基动用原来在根来的人脉得到了尚未量产的火绳枪的可能性）。根来一族在信基以前从未有出仕于后北条氏，但是信基仍然被北条氏纲认可，任命为相模国中郡郡代、田原城（现在的神奈川县秦野市）城主，后来又命其率领后北条氏足轻军团。虽然当时信基还是新参家臣，但很明显已经成为在政治・军事两方面都活跃的重臣。
享禄年间出家，自称「荣永」。天文6年（1537年）上总国真里谷氏发生内乱，当主真里谷信隆被流放，信基被派去作为信隆的援军。然而此时小弓公方足利义明和安房国的里见义尧开始攻打信隆，信基就把信隆带回武藏国金泽。第一次国府台合战中，进言挑拨穷追猛打的足利义明，确保了后北条氏的胜利，作为恩赏被封上总国内的领地。
天文10年（1541年）北条氏纲去世，扇谷上杉家的上杉朝定发兵夺回被北条氏夺走的原本自家的居城河越城，并包围了河越城。此时信基作为河越城将和一族一同守城并击退了敌军。
天文21年去世，嫡男・景长据信在信基之前去世。因此同年年底北条氏康令信基的末子大藤秀信继承父亲的遗领和职务。根据『甲陽軍鑑』荣永有可能是被害怕其武略的武田信玄暗杀的。